# Maandblad van de Nederlandsche Vereeniging van Huisvrouwen
Maandblad van de Nederlandsche Vereeniging van Huisvrouwen was een tijdschrift dat maandelijks verscheen tussen 1913 en 1942 in Nederland en de Nederlandse Antillen. Het blad deed verslag van de ontwikkelingen binnen de Nederlandsche Vereeniging van Huisvrouwen. Nieuwe denkbeelden over voeding, de opvoeding van kinderen, en (reclames voor) nieuwe producten om het huishouden gemakkelijker te maken, kwamen in het blad aan de orde. 
In 1948 wordt het blad opgevolgd door Denken en Doen :maandblad der Nederlandse Vereniging van Huisvrouwen.